# Sépiaptérine réductase
La sépiaptérine réductase est une oxydoréductase qui catalyse les réactions :
- L-érythro-7,8-dihydrobioptérine + NADP+  {\displaystyle \rightleftharpoons }  sépiaptérine + NADPH + H+ ;
- L-érythro-tétrahydrobioptérine + 2 NADP+  {\displaystyle \rightleftharpoons }  6-pyruvoyl-5,6,7,8-tétrahydroptérine + 2 NADPH + 2 H+.

Cette enzyme intervient dans la biosynthèse de novo de la tétrahydrobioptérine à partir du GTP, dont elle catalyse l'étape finale. Présente chez les animaux ainsi que chez certains mycètes et certaines bactéries, elle produit le diastéréoisomère érythro de ce cofacteur.
Son gène est le SPR situé sur le chromosome 2 humain.